# Al-Ma'mūn

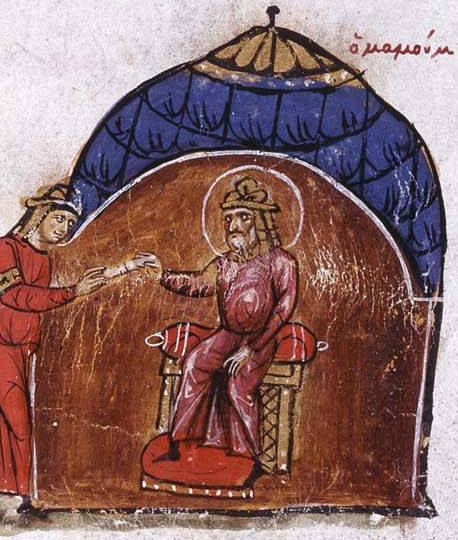
Der abbasidische Kalif al-Ma'mūn; Detail aus der Madrider Bilderhandschrift des Skylitzes

Abū l-ʿAbbās ʿAbdallāh al-Ma'mūn ibn Hārūn ar-Raschīd (arabisch أبو العباس عبد الله المأمون بن هارون الرشيد, DMG Abū l-ʿAbbās ʿAbd Allāh al-Maʾmūn ibn Hārūn ar-Rašīd; geboren am 14. September 786; gestorben am 9. August 833 in al-Budandūn), kurz al-Ma'mūn, war der siebte Kalif (813–833) der Abbasiden. Er verbrachte den ersten Teil seiner Herrschaft in Chorasan und zog erst im Jahr 819 nach Bagdad. Unter ihm erreichte das Kalifat der Abbasiden seinen kulturellen Höhepunkt. Al-Ma'mūn ist vor allem für sein Interesse an der Philosophie und den Naturwissenschaften und für seine Förderung von arabischen Übersetzungen antiker griechischer Texte bekannt. Allerdings setzte er auch die Mihna ein, eine inquisitionsartige Überprüfung der Amtsträger des Reiches, bei der sie auf das Bekenntnis zur Erschaffenheit des Korans verpflichtet wurden. Auf religionspolitischer Ebene näherte sich al-Ma'mūn unter dem Einfluss seines Wesirs al-Fadl ibn Sahl den schiitischen Imamiten an. Im Jahre 817 rief er ʿAlī ibn Mūsā ar-Ridā, den 8. Imam der Imamiten, zu seinem Thronfolger aus und im Juni 827 erklärte er ʿAlī ibn Abī Tālib offiziell zum „vorzüglichsten aller Menschen nach dem Gottesgesandten“.

## Jugend und Thronfolgeregelung des Vaters
Al-Ma'mūn, dessen eigentlicher Name ʿAbdallāh war, wurde am 14. September 786 in Bagdad als ältester von elf Söhnen Hārūn ar-Raschīds geboren. Seine Mutter war eine persische Sklavin namens Marādschil und stammte aus Bādghīs. Sie starb kurz nach seiner Geburt, sodass al-Ma'mūn von Zubaida, der Mutter von Muhammad, dem späteren Kalifen al-Amīn, aufgezogen wurde. Der Junge erhielt eine klassische Ausbildung in Arabisch, Adab, Musik, Dichtung, sowie in Hadith und Fiqh. Er stand erst unter der Obhut des Barmakiden Muhammad ibn Chālid und wurde dann von seinem Vater Hārūn ar-Raschīd in die Obhut seines engen Freundes Dschaʿfar gegeben, des Sohnes von Yahyā ibn Chālid.
Im Jahre 794 ernannte Hārūn ar-Raschīd auf Wunsch seiner Familie seinen Sohn Muhammad (al-Amīn), der im Gegensatz zu al-Ma'mūn von beiden Eltern her Abbaside war, zum Thronfolger. Dschaʿfar sorgte dafür, dass al-Ma'mūn von seinem Vater in die Thronfolgeregelung eingeschlossen und zum zweiten Thronfolger nach seinem Bruder al-Amīn erhoben wurde. Dies geschah im Jahre 798. Bei dieser Gelegenheit setzte ihn der Kalif auch als Statthalter von Chorasan ein und verlieh ihm seinen Ehrennamen al-Ma'mūn. Al-Ma'mūns Herrschaftsgebiet sollte westlich bis nach Hamadan reichen. Während der Wallfahrt des Jahres 802 wurde die Thronfolgeregelung noch um verschiedene Punkte erweitert und in zwei Urkunden schriftlich festgehalten, die von den beiden Brüdern unterzeichnet und in der Kaaba in Mekka hinterlegt wurden. Demnach sollte al-Amīn Kalif werden und in Bagdad residieren. Doch wurde al-Ma'mūn schon vorher Chorasan als das Gebiet zugesprochen, in dem er als Statthalter frei schalten und walten konnte. Amīn wurde verpflichtet, nicht nur seinen Bruder als seinen Nachfolger anzuerkennen, sondern ihm auch die Statthalterschaft über den Osten des Reiches auf Dauer zu belassen. Al-Ma'mūn wurde zwar verpflichtet, seinem Bruder gegenüber Loyalität zu zeigen, doch wurde er durch diesen Vertrag praktisch zum uneingeschränkten Herrscher von Chorasan.
Im Jahre 803 bekam al-Ma'mūn die beiden Brüder al-Fadl ibn Sahl und al-Hasan ibn Sahl als Berater an die Seite gestellt. Sie stammten aus einer zoroastrischen Familie und hatten vorher den Barmakiden gedient. Im Jahre 805 ließ Hārūn ar-Raschīd in Kermanschah eine Anzahl von Qādīs zusammenkommen, vor denen er bezeugte, dass alles an Reichtümern, Waffen und Tieren, das das ihn begleitende Heer mitführte, ʿAbdallāh al-Ma'mūn gehören sollte und er davon nichts für sich selbst zurückbehalten werde. Bei derselben Gelegenheit ließ er den Treueid auf al-Ma'mūn als den zweiten Thronfolger erneuern. Im Jahre 808 zog Hārūn ar-Raschīd nach Chorasan, um dort einen Aufstand des umayyadischen Parteigänger Rāfiʿ ibn Laith niederzuschlagen. Al-Fadl ibn Sahl riet al-Maʾmūn seinen Vater zu bitten, mitreisen zu dürfen, da er befürchtete, dass Amīn bei einem möglichen Ableben des Kalifen seine Eide brechen und seinen Bruder entrechten würde. Tatsächlich starb der Vater während dieses Feldzugs im März 809 in der chorasanischen Stadt Tūs, während al-Ma'mūn sich mit seinen Truppen bereits in Merw befand. Al-Amīn kehrte sofort nach Bagdad zurück, wo er zum Kalifen ausgerufen worden war. Um seine zentrale Macht in der Hauptstadt zu stärken, berief er die Armee und die Staatskasse aus Chorasan zurück, womit er seinen Bruder der Möglichkeit beraubte, seine Gouverneursverantwortung in der Provinz ordnungsgemäß auszuüben.

## Als Statthalter und Kalif in Merw

### Der Bruderstreit zwischen al-Amīn und al-Ma'mūn

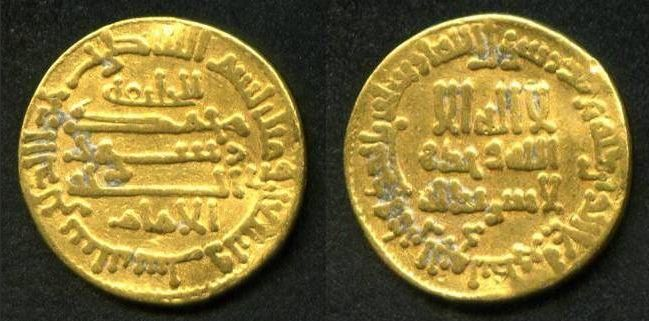
Abbasidischer Dinar aus dem Jahre 811, als al-Amīn noch Kalif war.

Nach dem Tod seines Vaters machte al-Ma'mūn Merw zu seiner Residenz und befriedete die Grenzgebiete seines Teilreichs. So machte er die repressive Steuer- und Sozialpolitik von ʿAlī ibn ʿĪsā ibn Māhān (gest. 812) rückgängig, der zwischen 796 und 802 Gouverneur von Chorasan gewesen war, reduzierte die Charādsch-Grundsteuer und zahlte den arabischen und iranischen Truppen der Provinz eine Sonderprämie. Außerdem pflegte er die Beziehungen zu den Dehqan-Landbesitzern, den einheimischen iranischen Fürsten und sogar zu türkischen Machthabern Potentaten am Rande Chorasans wie dem Yabghu der Oghusen und dem Chān der Karluken. Unterdessen untergrub al-Amīn gezielt die Nachfolgeregelungen seines Vaters. Im Jahr 810 überging er die Ansprüche von al-Ma'mūn und al-Mu'taman und ernannte seine Söhne Mūsā und ʿAbdallāh zum ersten und zweiten Thronfolger.
Al-Ma'mūn weigerte sich, diesen Vertragsbruch anzuerkennen. Als al-Amīn seinen Bruder aufforderte, nach Bagdad zurückzukehren, lehnte dieser ab, musste er doch um die Sicherheit seiner Person fürchten. Stattdessen ließ al-Ma'mūn al-Amīns Namen aus der Chutba und den in Chorasan geprägten Münzen entfernen. Auf Anraten von al-Fadl ibn Sahl festigte er die eigene Stellung in Chorasan durch Aushebung von Truppen und dadurch, dass er sich um das Vertrauen der Vornehmen und Heerführer der Provinz bemühte. Um sich die Gunst der Bevölkerung zu sichern, senkte er die Abgaben um ein Viertel. Seiner Beliebtheit war auch der Umstand zuträglich, dass seine Mutter aus Chorasan stammte. Die Chorasaner pflegten ihn deshalb „Sohn unserer Schwester und Nachkomme des Prophetenonkels“ (bint uḫtinā wa-bn ʿamm rasūl Allāh) zu nennen. Um seinen eigenen Machtanspruch zu unterstreichen, nahm al-Ma'mūn den Titel Imam an. Mit diesem Titel vermied er, sich des Hochverrats schuldig zu machen, denn im Unterschied zum Titel des Kalifen war der Imam-Titel mehrdeutig, konnte er doch auch einen einfachen Vorbeter oder den Vorsteher eines Stamms bezeichnen.
Außerdem gab der Kalif auf Bitten al-Fadl ibn Sahls eine schriftliche Erklärung ab, in der er für den Fall, dass ihm Gott das Kalifat übertragen werde, gelobte, sich nach dem Buch Gottes und der Sunna seines Gesandten zu halten, absichtlich kein Grund Blut zu vergießen mit Ausnahme von dem, wass die Hadd-Bestimmungen vorsehen, und niemandem gewaltsam oder mit unerlaubten Kniffen Vermögen wegzunehmen. Aus einem Schreiben mit dem Titel Risālat al-Ḫamīs, das al-Ma'mūn an seine Unterstützer in Chorasan richtete, geht hervor, dass er seine Bewegung als „Zweite Daʿwa“ (daʿwa ṯāniya) betrachtete. Seinen Regierungssitz in Chorasan nannte er in dem Schreiben „das Haus seiner Daʿwa“ (dār daʿwatihī) und sich selbst bezeichnete er als „Imam der Rechtleitung“ (imām al-hudā).
811 kam es zum endgültigen Bruch zwischen den beiden Brüdern, als al-Amīn in Iran einmarschierte. Al-Ma'mūn sandte daraufhin seinen Kommandeur Tāhir ibn Husain gegen al-Amīn. In seinem Heerlager wurde al-Ma'mūn im Mai 811 erstmals zum Kalifen ausgerufen. Tāhir konnte al-Amīns Kommandeur ʿAlī ibn ʿĪsā am 3. Juli 811 bei Raiy besiegen. Weitere Niederlagen trieben al-Amīn zurück nach Bagdad, das nun 13 Monate lang von Tāhir und Harthama ibn Aʿyan (gest. 816), einem weiteren General al-Ma'mūns, belagert wurde. Al-Ma'mūn erklärte sich daraufhin im März 812 in Merw selbst zum Kalifen und ernannte al-Fadl ibn Sahl zu seinem militärischen und zivilen Berater, Kompetenzen, die sich in seinem Titel Ḏū r-Riʾāsatain („Inhaber der beiden Gewalten“) spiegelt. Nachdem Tāhir im August 812 Bagdad mit seinen Truppen eingeschlossen hatte, wurde al-Ma'mūn in den meisten Provinzen des Reiches als Kalif anerkannt. In der Nacht zum 25. September 813 ergab sich al-Amīn schließlich; Tāhir nahm ihn gefangen und ließ ihn am nächsten Morgen enthaupten. Die Beseitigung seines Bruders ließ al-Ma'mūn in einer Proklamation damit begründen, dass er die Bestimmungen von Koran und Sunna nicht genügend beachtet und sich von der Religion und all dem, was die Muslime vereint, abgewendet habe.

### Kalifenherrschaft im Osten
Von nun an war al-Ma'mūn sowohl faktisches als auch rechtliches Oberhaupt des Abbasidenreichs. Er zog jetzt allerdings nicht ins Zentrum des Reiches nach Bagdad, sondern verblieb mit seinem Wesir al-Fadl ibn Sahl in Merw. Zum Verwalter der von Tāhir eroberten Bezirke von Dschibāl, Fārs, Ahwāz, Basra, Kufa, des Hedschas und des Jemen al-Fadls Bruder al-Hasan ibn Sahl. Tāhir bekam den Auftrag, sich in die alte Palaststadt ar-Raqqa zu begeben und von dort den Kampf gegen den arabischen Stammesführer Nasr ibn Schabath aufzunehmen. Er war ein Gegner der Abnāʾ, der iranischen Militärelite, auf die sich die Abbasiden stützten, und hatte während der Herrschaft von al-Amīn das Gebiet der Dschazīra unter seine Kontrolle gebracht. Al-Ma'mūn setzte Tāhir außerdem als Statthalter über Mossul, die Dschazīra, Syrien und den Maghreb ein.
Nach einem Bericht, den al-Masʿūdī zitiert, widmete sich der Kalif unter dem Einfluss von al-Fadl ibn Sahl nun ganz dem Studium der Astrologie und richtete sich bei seinen Entscheidungen an ihr aus. Außerdem sei er den Lehren der Sassaniden-Könige wie Ardaschir I. gefolgt, habe sich in das Studium der antiken Bücher vertieft und eine Meisterschaft in ihrem Verständnis und ihrer Kenntnis entwickelt. ِ

### Der Aufstand der Aliden und die Ermordung Harthamas
Das im Zentrum des Reiches entstandene Machtvakuum nutzte ein gewisser Abū s-Sarāyā aus, der als Teil der Armee von Harthama ibn Aʿyan im Bürgerkrieg für al-Ma'mūn gegen al-Amīn gekämpft hatte. Er zettelnte im Irak im Namen „desjenigen aus dem Hause Muḥammads, der Zustimmung findet“ (ar-riḍā min āl Muḥammad) einen großangelegten Aufstand an, der von verschiedenen schiitischen Gruppen, darunter besonders den Zaiditen, unterstützt wurde. In Kufa, Basra, dem Hedschas und dem Jemen ergriffen verschiedene von Fatima abstammende Aliden die Macht und vertrieben die abbasidischen Gouverneure aus ihren Positionen. In Mekka wurde zum Neujahrstag des Jahres 200 der Hidschra (11. August 815 u. Z.) die Kaaba mit gelben und weißen Tüchern neu eingekleidet, um symbolisch anzuzeigen, dass ein neues Zeitalter begonnen hatte.
Verzweifelt wandte sich al-Hasan ibn Sahl an seinen Rivalen Harthama ibn Aʿyan. Er griff zusammen mit Mansūr ibn al-Mahdī (gest. 850) Abū s-Sarāyās Truppen südlich von Bagdad an und besiegte sie. Anschließend belagerte er Kufa und eroberte die Stadt, wodurch Abū s-Sarāyā in die Flucht geschlagen wurde. Er wurde im Oktober 815 in der Nähe von Dschalūlā' festgenommen und nach Bagdad gebracht, wo al-Hasan ibn Sahl ihn enthaupten ließ, wobei er den Kopf zu al-Ma'mūn in Merw schicken ließ. Harthama, der den Kalifen über das Chaos in Bagdad unter al-Hasans Misswirtschaft informieren und zur Rückkehr nach Bagdad wollte, damit er von dort aus die Provinzen besser kontrollieren könnte, marschierte nach Merw. Auf Briefe al-Ma'mūns, die ihn zur Rückkehr in den Westen und zur Übernahme der Statthalterschaft Syriens und des Hedschas aufforderten, reagierte er nicht, weil er unbedingt mit dem Kalifen persönlich sprechen wollte. Um seinen Bruder zu schützen und seine eigenen Fehler zu vertuschen, redete al-Fadl ibn Sahl dem Kalifen ein, Harthama sei an Abū s-Sarāyās Verschwörung beteiligt gewesen. Al-Ma'mūn ließ Harthama daraufhin einsperren, wo ihn al-Fadl im Sommer 816 ermorden ließ.

### Das pro-alidische Zwischenspiel und das Bagdader Gegenkalifat
Unter dem Eindruck des alidischen Aufstands, der erst zwei Jahre später endgültig niedergeschlagen werden konnte, besann sich al-Ma'mūn auf die Prinzipien der haschimitischen Daʿwa und versuchte, die Linien der Abbasiden und Aliden zu vereinigen. Im März 817 rief er den Husainiden ʿAlī ibn Mūsā ar-Ridā zu seinem Nachfolger aus. Das Dokument, in dem al-Ma'mūn diese Entscheidung bekräftigte und der Öffentlichkeit verkündete, ist im Wortlaut überliefert. In seinem Ernennungsschreiben für ʿAlī ibn Mūsā, das allgemein als authentisch gilt, spricht al-Ma'mūn von seiner Wahl als einer Wahl des besten Kandidaten unter den Abbasiden und Aliden. ʿAlī bekam auch erst bei dieser Gelegenheit den Beinamen ar-Ridā (ar-riḍā = „das Wohlgefallen“) verliehen, womit al-Maʾmūn unmittelbar auf eine Idee der haschimidischen Daʿwa zurückgriff, denn diese war im Namen von ar-riḍā min āl Muḥammad, also „demjenigen aus der Familie Mohammeds, der Zustimmung findet“, durchgeführt worden. Die schwarzen Banner der Abbasiden wurden nun durch die grünen des Prophetenhauses ersetzt, und alle Amtsträger des Staates wurden angewiesen, grüne Kleidung zu tragen.
Kopien von al-Ma'mūns Dekret wurden nach Medina, in den Irak und nach Ägypten geschickt. In Medina wurde das Dekret am Grab des Propheten öffentlich verlesen. Als das Gleiche im Juli 817 im Irak geschah, revoltierten dort die von der Thronfolge ausgeschlossenen abbasidischen Prinzen und riefen al-Ma'mūns Onkel Ibrāhīm ibn al-Mahdī, zum Gegenkalifen aus. Dieser Gegenkalif, der den Thronnamen al-Mubārak annahm, konnte neben Bagdad auch Kufa unter seine Kontrolle bringen und wurde auch von dem Gouverneur in Ägypten anerkannt.
Al-Ma'mūn bekam von den Uruhen im Irak nichts mit, weil sein Wesir al-Fadl ibn Sahl sie ihm verschwieg und auch alle Führungspersönlichkeiten dazu verpflichte, sie ihm gegenüber geheimzuhalten. Erst ʿAlī ibn Mūsā klärte ihn über die wahre Situation im Irak auf. Nachdem sich al-Ma'mūn die Wahrheit seiner Worte von seinen Heerführern hatte bestätigt lassen, entschloss er sich im Januar 818 zur Verlegung seines Hofes nach Bagdad und brach nach Westen auf. Unterwegs wurde im Februar 818 al-Fadl ibn Sahl ermordet. Um dennoch seine Verbundenheit mit der Sahliden-Familie zum Ausdruck zu bringen, ernannte al-Ma'mūn al-Fadls Bruder al-Hasan ibn Sahl, der von al-Wasit aus die Kontrolle über den Süden des Irak mit der Stadt Basra aufrechterhielt, zu dessen Nachfolger und ehelichte al-Hasans Tochter Būrān, die damals erst zehn Jahre alt war.
At-Tabarī berichtet, dass al-Ma'mūn in diesem Jahr seine Tochter Umm Habīb mit ʿAlī ar-Ridā und seine Tochter Umm al-Fadl mit dessen Sohn Muhammad verheiratete. Allerdings starb ʿAlī ar-Ridā, der al-Ma'mūn auf dem Weg nach Bagdad begleitete, im September 818 in der Nähe von Tūs. Die Schiiten beschuldigten al-Ma'mūn, ihn ermordet zu haben. Allerdings berichtet al-Yaʿqūbī, dass der Kalif nach ʿAlī ar-Ridās Tod starken Schmerz gezeigt und noch drei Tage lang sein Grab besucht habe.

## Als Kalif in Bagdad
Nachdem im Juni 819 der Bagdader Gegenkalif Ibrāhīm ibn al-Mahdī abgedankt hatte, hielt al-Ma'mūn am frühen Vormittag des 11. Augusts triumphalen Einzug in Bagdad. Zunächst bezog er in dem Stadtteil ar-Rusāfa Quartier, bis er seinen Palast am Ufer des Tigris bezog. Damit endeten die politischen Unruhen, die zusammengenommen auch als die vierte Fitna bezeichnet werden, weitgehend. Das Jahr 819 markiert auch den Beginn des zweiten Teils von al-Ma'mūn Kalifat, in dem er die Herrschaft persönlich übernahm und selbstbewusster zu regieren begann.
Als al-Ma'mūn Einzug in Bagdad hielt, waren sein Gewand und die Gewänder seiner Gefährten sowie die Fahnen und Abzeichen alle grün. Auch alle diejenigen, die bei ihm eintraten, trugen aus Furcht grüne Kleidung Allerdings kehrte al-Ma'mūn auf Drängen der Abbasiden schon eine Woche später bei der Kleidung zum abbasidischen Schwarz zurück. al-Hasan ibn Sahl zog sich aus dem öffentlichen Leben zurück, doch wurde Ahmad ibn Abī Chālid, ein Mann, der mit ihm engen Kontakt hatte, zum Sekretär des Kalifen.

### Durchsetzung der Zentralgewalt
Auch nach seiner Übersiedlung nach Bagdad hatte al-Ma'mūn noch viel mit der Bekämpfung von Aufständen zu tun. So befand sich das Gebiet der Dschazīra immer noch unter der Kontrolle des arabischen Stammesführers Nasr ibn Schabath. Den Kampf gegen ihn nahm zunächst Tāhir ibn al-Husain auf, den al-Ma'mūn 820 zum Statthalter dieser Region ernannte. 821 löste ihn sein Sohn ʿAbdallāh ibn Tāhir in dieser Aufgabe ab. Ihm gelang es 824/25, Nasr ibn Schabath zur Aufgabe zu bewegen. Auch Tāhir ibn Husain, den al-Ma'mūn 821 zum Statthalter über Chorasan und Dschibāl machte, zeigte rebellisches Verhalten, indem er 822 al-Ma'mūns Namen aus der Chutba strich, doch starb er kurz darauf. Der Kalif gab danach die Statthalterschaft von Chorasan Tāhirs Söhnen Talha (reg. 822-28) und ʿAbdallāh (reg. 828-45), womit er die Statthalterdynastie der Tahiriden begründete. Zum Statthalter von Tabaristan ernannte al-Ma'mūn den qarinidischen Fürsten Mazyar, der 816 an seinen Hof geflohen war und den Islam angenommen hatte.
Im Jahre 822 erhob sich außerdem im Jemen der Alide ʿAbd ar-Rahmān ibn Ahmad, der wieder auf die Losung ar-riḍā min āl Muḥammad zurückgriff, die schon Abū s-Sarāyā verwendete. Al-Ma'mūn entsandte seinen Feldherrn Dīnār ibn ʿAbdallāh gegen ihn und ließ ihn in den Irak holen. Al-Ma'mūn untersagte daraufhin im April 823 allen Tālibiden, bei ihm vorzusprechen, und verpflichtete sie zum Tragen schwarzer Kleidung.
Gegen den charidschitischen Führer Hamza ibn Ādharak (gest. 828), dessen Aufstand die ländlichen Gebiete von Sistān und Bust größtenteils der zentralen Kontrolle entzog und somit die Steuereinnahmen des Kalifats aus der Provinz unterbrach, konnten al-Ma'mūns Generäle keine Erfolge erzielen. Der Aufstand verlor erst 828 an Schärfe, als Hamza eines natürlichen Todes starb. Wenig erfolgreich war al-Ma'mūn auch bei der Bekämpfung des Churramiten Bābak, der sich 816 in Aserbaidschan erhoben hatte. Verschiedene Heerführer, die al-Ma'mūn gegen Bābak aussandte, wurden von diesem zurückgeschlagen. Auch Aufstände in Ägypten (825–828/829–832) konnten niedergeschlagen werden.

### Die Hochzeit mit Būrān
Ein Ereignis größerer Festlichkeit war al-Ma'mūns Hochzeit mit al-Hasan ibn as-Sahls Tochter Būrān im Winter 825/826. Al-Ma'mūn hatte diese bereits 818 geehlicht, um seinen Wesir enger an sich zu binden. Burān war allerdings damals erst zehn Jahre alt gewesen, so dass die Ehe nicht vollzogen worden war. Da Būrān mittlerweile 18 Jahre alt war, wurde dies jetzt nachgeholt. Ihr Vater al-Hasan ibn Sahl hatte sich inzwischen auf sein Landgut in Fam as-Silh am Ostufer des Euphrat zurückgezogen nach Fam as-Silh zurückgezogen, und dort besuchte ihn der Kalif anlässlich der Hochzeit mit Būrān für 17 Tage. Während dieser Zeit kam al-Hasan für den Unterhalt sowohl des Kalifen als auch seines Gefolges auf. Die Kosten für dieses Fest sollen 50 Millionen Dirham betragen haben. Die in der Hochzeitsnacht für das Brautpaar bereitgestellten Ambrakerzen verschmähte der Kalif jedoch und ließ sie wegschaffen.
Wie bei anderen Gelegenheiten nahm al-Ma'mūn auch bei diesem Anlass das islamische Akoholverbot nicht sehr ernst. So wird berichtet, dass in den Nächten, obwohl es Ramadan war, Wein (šarāb) trank und auch andere aufforderte, davon zu trinken. Als Brautgeschenk erbat Būrān von ihm die Begnadigung des früheren Gegenkalifen Ibrāhīm ibn al-Mahdī. Dieser Bitte kam al-Ma'mūn auch sofort nach. Bei seiner Abreise ließ al-Ma'mūn an al-Hasan zehn Millionen Dirham aus den Einkünften von Fārs auszahlen; außerdem wies er ihm das Gebiet am Silhkanal als Lehen zu.

### Imamitische Gedächtnispolitik
Auch in der Bagdader Zeit hielt al-Ma'mūn an bestimmten schiitischen Elementen der Politik fest. So verwendete er als erster Kalif für sich den Titel Imam, der vorzugsweise von den Aliden benutzt wurde. Er erscheint auch auf seinen Münzen und Inschriften. Auch bemühte er sich, den siebenjährigen Sohn ar-Ridās, Muhammad al-Dschawād, eng an die regierende Dynastie zu binden, indem er ihn mit seiner Tochter Umm al-Fadl verheiratete. Sie wurde ihm allerdings erst 830 zugeführt. Auch gab der Kalif offen ʿAlī ibn Abī Tālib Vorzug vor seinem eigenen Vorfahren al-ʿAbbās ibn ʿAbd al-Muttalib. In Versammlungen mit Gelehrten verteidigte er energisch ʿAlīs Vorzugsstellung gegen die Kritik derjenigen, die andere Prophetengefährten ʿAlī vorzogen. 826 verfügte al-Ma'mūn, dass das Landgut Fadak, das Abū Bakr der Prophetentochter Fātima entzogen hatte, den Aliden als ihren Nachkommen zurückgegeben wurde.
Im selben Jahr ließ er durch einen Herold ausrufen, dass wer immer etwas Gutes über Muʿāwiya sage oder ihn irgendeinem der Prophetengefährten vorziehe, der Sicherheit für Leib und Leben verlustig gehe. Von dem Plan, eine weitergehende Proklamation zu erlassen, die eine öffentliche Verfluchung Muʿāwiyas zum Inhalt hatte, hielt ihn sein Qādī Yahyā ibn Aktham ab. Des Weiteren ließ er die Maqsūra-Logen aus den Freitagsmoscheen herausreißen, mit dem Argument, dass sie ein von Muʿāwiya eingeführter Brauch seien. Auch ließ er die Namen der umaiyadischen Kalifen auf einigen monumentalen Inschriften zu entfernen, so am Felsendom in Jerusalem, wo er in dem Mosaikband, das von der Errichtung des Gebäudes 691/92 berichtet, den Namen des Kalifen ʿAbd al-Malik durch seinen eigenen Namen ersetzen ließ, und so auch in der Großen Moschee von Damaskus, wo der Name des Erbauers al-Walīd seinem Namen Platz machen musste.
Im Juni 827 erklärte al-Ma'mūn ʿAlī ibn Abī Tālib offiziell zum „vorzüglichsten aller Menschen nach dem Gottesgesandten“ (afḍal an-nās baʿda rasūl Allāh). Nach einem Bericht, den Ibn ʿAbd Rabbih überliefert, lud der Kalif dafür eine Gruppe von 40 Rechtsgelehrten am frühen Morgen zu einem Streitgespräch (munāẓara) ein, bei dem er den Vorrang ʿAlī persönlich verteidigte. Wie ein Bericht bei al-Chatīb al-Baghdādī zeigt, wollte al-Ma'mūn im Jahre 830, als er sich gerade auf dem Weg nach Syrien befand, auch die Mutʿa-Ehe für erlaubt erklären, die ein typisches Kennzeichen des imamitischen Rechts ist, doch hielt ihn sein Qādī Yahyā ibn Aktham (gest. 857) mit juristischen Argumenten davon ab.
Nach einer Anekdote, die Wakīʿ (gest. 918) in seinem biographischen Lexikon über Qādīs anführt, befragte al-Maʾmūn in fortgeschrittenem Alter einmal in leicht angetrunkenen Zustand den Qādī Ahmad ibn Abī Du'ād, was er von den ersten beiden Kalifen Abū Bakr und ʿUmar ibn al-Chattāb halte. Als der Qādī antwortete, dass sie gerechte Imame seien, antwortete der Kalif, dass er bei ihm todeswürdig sei (anta ʿindī ḥalāl ad-dam). Dies deutet darauf hin, dass al-Ma'mūn persönlich einer rāfiditischen oder imamitischen Einstellung zuneigte.

### Feldzüge gegen Ende seiner Herrschaft
Aufgrund der vielen Aufstände im Reich konnte al-Ma'mūn erst im Jahr 830, gegen Ende seiner Herrschaft, sich dem Ghazw, d. h. dem Krieg gegen die Byzantiner bzw. Christen, zuwenden. Im März 830 brach er zu einem ersten Kriegszug gegen die Byzantinier auf. Dafür zog er von Bagdad über Tikrit, Mossul, Manbidsch, Dābiq nach Antiochia und von dort über al-Massīsa nach Tarsus, von wo er im Juli 830 auf byzantinisches Gebiet vordrang und verschiedene Festungen einnahm.
Als al-Ma'mūn zu seinem provisorischen Stützpunkt in Damaskus zurückkehrte, erfuhr er, dass sich die Kopten Oberägyptens gegen die Regierung erhoben hatten. Er befahl daraufhin seinem Bruder Abu Ishāq, der für Ägypten zuständig war, den türkischen Befehlshaber Afschīn zu schicken, um den Aufstand niederzuschlagen. Der Kalif unternahm danach einen zweiten byzantinischen Feldzug. Als er nach Damaskus zurückkehrte, erfuhr er, dass es Afschīn nicht gelungen war, den Aufstand, der sich auch auf die muslimische Bevölkerung ausgeweitet hatte, niederzuschlagen. Der Kalif beschloss, die Sache selbst in die Hand zu nehmen, und brach Ende Januar 832 nach Ägypten auf, wo er Mitte Februar ankam. In seiner Begleitung befand sich Dionysius von Tell Mahre, der jakobitische Patriarch von Antiochia, den er um Unterstützung bei den Verhandlungen mit den Kopten gebeten hatte. Trotz der Argumente von Dionysius und einem muslimischen Juristen, die behaupteten, die Forderungen der Rebellen seien legitim, schlugen al-Ma'mūn und Afschīn den Aufstand mit großer Brutalität nieder. Am 25. April 832 kehrte al-Ma'mūn aus Ägypten nach Damaskus zurück.
Nach seinem Ägypten-Feldzug drang al-Ma'mūn Anfang Juli 833 erneut von Tarsus auf das Gebiet der Byzantiner vor. Nach at-Tabarī richtete daraufhin der byzantinische Kaiser Theophilos einen Brief an al-Ma'mūn, in dem er ihn um Frieden bat. Diesem Wunsch kam der Kalif aber nicht nach.

### Einsetzung der Mihna
Schon im Juni 827 hatte al-Ma'mūn die Lehre von der Erschaffenheit des Korans zur Staatsdoktrin erhoben, und zwar in der gleichen Proklamation, in der er ʿAlī ibn Abī Tālib zum „vorzüglichsten aller Menschen“ erklärt hatte. Im März/April 833, als er sich auf dem Rückweg von Ägypten nach Syrien befand, sandte al-Ma'mūn aus seinem Feldlager ein ausführliches Schreiben an Ishāq ibn Ibrāhīm, seinen Statthalter in Bagdad, und beauftragte ihn, die Qādīs und Hadith-Gelehrten hinsichtlich dieses Bekenntnisses zu prüfen. Damit setzte al-Ma'mūn die Mihna in Gang, die unter seinen beiden Nachfolgern aufrechterhalten wurde. In seinem Schreiben an Ishāq ibn Ibrāhīm forderte der Kalif diesen auf:

„Versammle die bei dir befindlichen Qādīs und lies ihnen dieses an dich gerichtete Schreiben des Befehlshabers der Gläubigen vor! Beginne dann, sie über das, was sie sagen, zu prüfen, und offenzulegen, an was sie hinsichtlich der Erschaffung und Hervorbringung des Korans durch Gott glauben. Und lass sie wissen, dass der Befehlshaber bei […] den ihm von Gott übertragenen und anvertrauten Angelegenheiten, die seine Gemeinde betreffen, nicht auf jemanden verlässt, auf dessen Religion und reinem Einheitsbekenntnis und auf dessen religiöse Gewissheit kein Verlass ist. Wenn sie sich dann dazu (sc. der Erschaffenheit des Korans) bekennen, indem sie mit dem Befehlshaber der Gläubigen darin übereinstimmen und sich auf dem Wege des wahren Glaubens und Heils befinden, dann befiehl ihnen, die bei ihnen erscheinenden Zeugen (šuhūd) gegen die Leute auszuforschen und sie nach ihrem Wissen über den Koran zu befragen und als Beweis die Zeugenaussage desjenigen unberücksichtigt zu lassen, der nicht bekannt hat, dass er (sc. der Koran) erschaffen und hervorgebracht ist“

Al-Ma'mūn befahl Ishāq ibn Ibrāhīm auch, ihm sieben Rechtsgelehrte zu schicken. Die sieben Gelehrten, unter denen Muhammad ibn Saʿd, der Sekretär von al-Wāqidī, und Abū Muslim, der Schreiber Yazīd ibn Hārūn waren, reisten zu al-Ma'mūn nach Raqqa und leisteten vor ihm einen Eid auf die Lehre von der Erschaffenheit des Korans. Nach ihrer Rückkehr in die Hauptstadt mussten sie ihr Bekenntnis zu dieser Lehre in Gegenwart der Fiqh- und Hadith-Gelehrten wiederholen. In einem weiteren Schreiben an Ishāq ibn Ibrāhīm befahl al-Ma'mūn, dass all diejenigen, die nicht bekennen wollten, dass der Koran erschaffen ist, gefesselt zu ihm nach Tarsus gebracht werden sollten. Diejenigen, die sich nicht zur Erschaffenheit des Korans bekennen wollten, sollten dem Schwert überantwortet werden. Bevor der Befehl zur Ausführung gelangt, traf jedoch die Nachricht vom Tode des Kalifen ein.

## Tod und Thronfolgeregelung

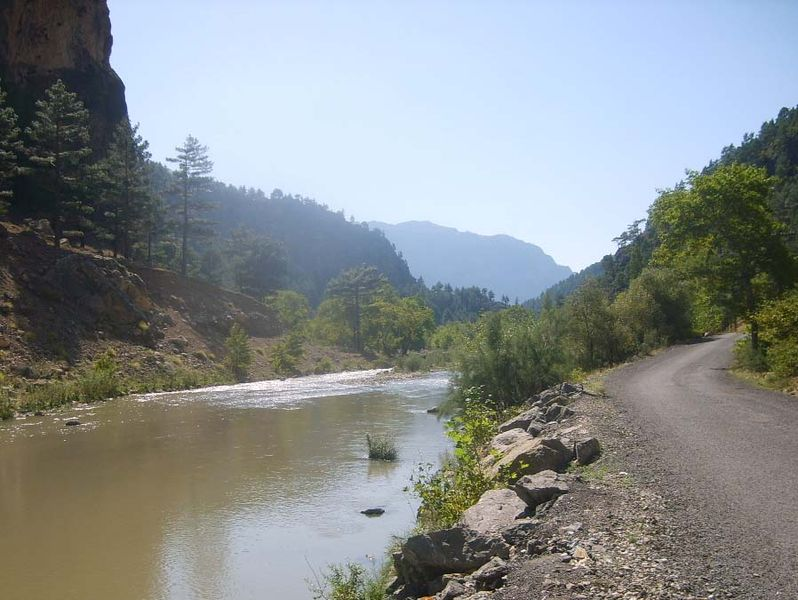
Der Çakıt Çayı in der Nähe von Pozantı

Al-Ma'mūn starb am 9. August 833 in al-Budandūn an einem Fieber, nachdem er Wasser aus dem Çakıt Çayı getrunken hatte. Seine Begleiter, die mit ihm von dem Wasser getrunken hatten, erkrankten ebenfalls, konnten sich aber nach einer Zeit wieder erholen. Al-Ma'mūns Leichnam wurde nach Tarsus überführt und dort begraben.
Auf seinem Sterbebett ernannte al-Ma'mūn seinen Bruder Abū Ishāq, der unter dem Namen al-Muʿtasim bekannt werden sollte, zu seinem Nachfolger. Dabei überging er seine eigenen Söhne, darunter auch den ansonsten als vertrauenswürdig und kompetent eingeschätzten al-ʿAbbās. Nach al-Ma'mūns Tod gab es mindestens zwei Versuche, al-ʿAbbās zum Kalifen zu machen, hauptsächlich durch Truppen aus dem byzantinischen Grenzgebiet. Diese scheiterten jedoch, und al-ʿAbbās starb 838 im Gefängnis.

## Förderung der Wissenschaften und Literatur

### Übersetzungen aus dem Griechischen

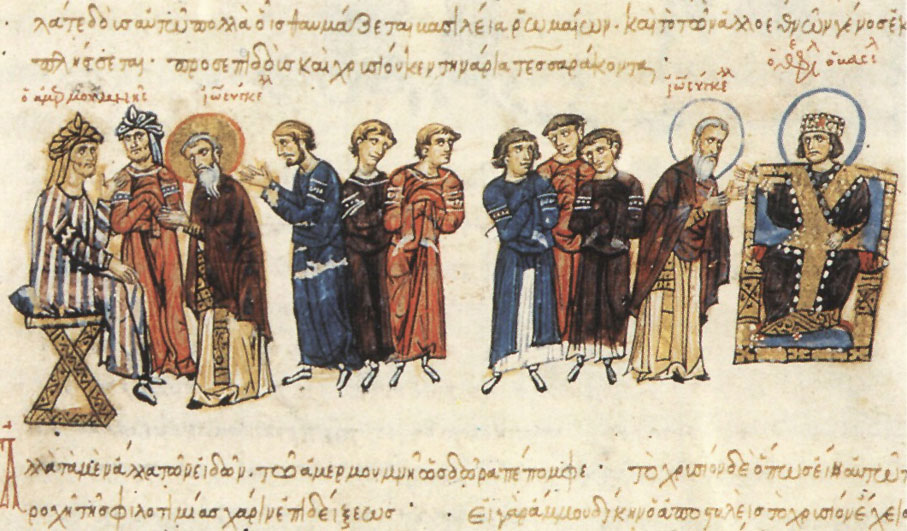
Die Byzantinische Botschaft von Patriarch Johannes VII. Grammatikos 829 – der abbasidische Kalif al-Ma'mūn (links) und der byzantinische Kaiser Theophilos (rechts); Detail aus der Madrider Bilderhandschrift des Skylitzes

Al-Ma'mūn hatte persönlich großes Interesse an den Wissenschaften und ließ zahlreiche griechische (und auch einige mittelpersische) Werke zur Logik, Mathematik, Medizin und Astronomie ins Arabische übersetzen. Um alte griechische Handschriften zu beschaffen, schickte er eine Delegation nach Byzanz. An ihr nahmen al-Haddschādsch ibn Matar, Yahyā ibn al-Bitrīq und Salmā, der Leiter des Hauses der Weisheit, teil. Sie erhielten anschließend den Auftrag, die Schriften ins Arabische zu übersetzen.
Nach Ibn Nubāta (gest. 1349) ließ al-Ma'mūn außerdem eine weitere Sammlung von griechischen Büchern zur Philosophie aus einem unbewohnten Haus in Zypern nach Bagdad bringen. Er soll sich diese Bibliothek bei Waffenstillstandsverhandlungen mit dem Befehlshaber von Zypern gesichert haben. Zum Bibliothekar dieser Büchersammlung, die „Bibliothek der Weisheit“ (ḫizānat al-ḥikma) genannt und von Gelehrten ins Arabische übersetzt wurde, ernannte er den persischen Literaten Sahl ibn Hārūn (gest. 830). Er soll auch eine Biographie al-Ma'mūns verfasst haben.
Al-Ma'mūn hatte sehr großes Interesse an der griechischen Philosophie. Als Motiv, das den Kalifen zu seiner Förderung der Übersetzertätigkeit aus dem Griechischen und zur Besorgung griechischer Handschriften aus Byzanz gebracht haben soll, wird ein Traum genannt, in dem er Aristoteles sah. Ibn Abī Usaibiʿa berichtet, dass al-Ma'mūn nach diesem Traum den jungen Hunain ibn Ishāq habe kommen lassen, dessen Übersetzungen eine besonders hohe Qualität hatten. Ihn habe er damit beauftragt, die griechischen Philosophen in die arabische Sprache zu übersetzen. Für diese Dienste habe er ihn reichlich entlohnt und mit Geschenken überhäuft. Um ältere Übersetzungen überprüfen zu lassen, stellte er den Philosophen al-Kindī ein, der damals noch sehr jung war.

### Erkundung ägyptischer Altertümer
Es gibt Berichte, nach denen al-Ma'mūn während seines Besuchs in Ägypten im Jahre 832 die Cheops-Pyramide durchbohren ließ und ihr Inneres erkundete. Der ägyptische Geschichtsschreiber Abū Dschaʿfar Muhammad ibn ʿAbdallāh al-Idrīsī (gest. 1251), der ein Buch über die Pyramiden verfasste, schreibt darin: „Die Geschichtsschreiber und Gelehrten Ägyptens sind sich einig darüber, dass der Befehlshaber der Gläubigen ʿAbdallāh al-Ma'mūn in Ägypten Halt gemacht und seine Reitkamele in der Nähe der Pyramiden hat niederknien lassen, und dass er derjenige war, der den Mineuren (naqqābūn) den Befehl gab, die Große Pyramide zu durchbohren.“ Um seine Behauptung zu untermauern, dass al-Ma'mūn die Pyramide betreten hat, zitiert al-Idrīsī vier Berichte. Der früheste davon geht auf Abū Bakr ʿAbdallāh ibn Muhammad al-Dschumahī zurück, einen Mann, der von Ibn an-Nadīm (gest. vor 998) als Achbārī, also als Spezialist für historische Nachrichten, bezeichnet wird. Al-Idrīsī setzte al-Ma'mūns Unternehmen der Pyramidenöffnung zu seinem Interesse für exotische Wissenschaften (ġarāʾib al-ʿulūm) und okkulte Philosophien (ʿaǧāʾib al-ḥikam) sowie zu den von ihm beauftragten Übersetzungen philosophischer Werke aus dem Griechischen ins Arabische in Beziehung und äußerte, dass alle von ihm zitierten Quellen darin übereinstimmten, dass der Kalif die Öffnung der Pyramide befahl, „um die Geheimnisse zu ergründen, die lange in ihr verborgen waren“, weil er niemanden fand, „der seine Begierde nach Kenntnissen über ihre Wahrheit befriedigen konnte“.

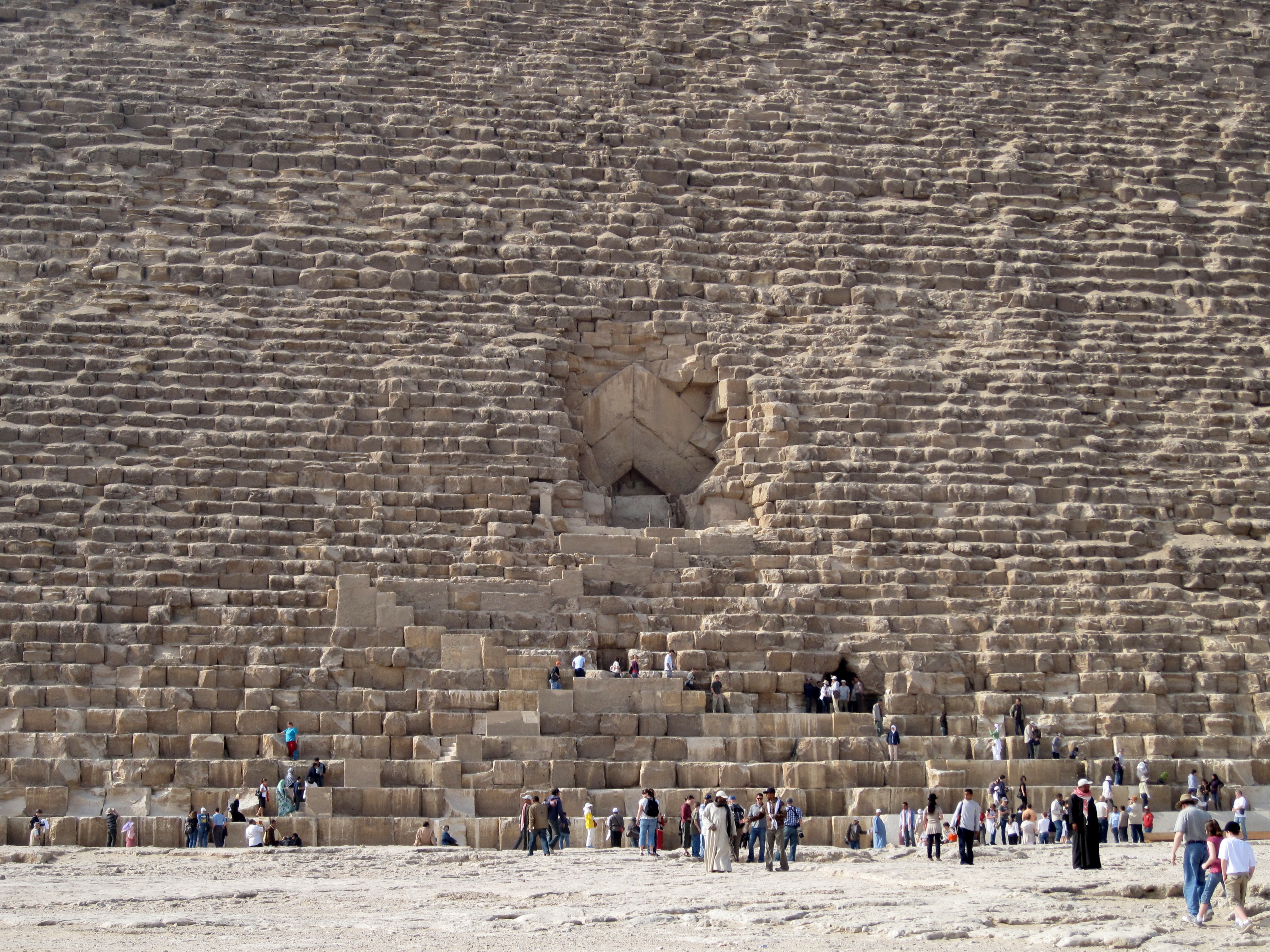
Ursprünglicher Eingang der Cheops-Pyramide oben links und der al-Ma'mūn-Tunnel unten rechts

Heute wird eine auf der Nordseite der Cheops-Pyramide geschaffene Öffnung meist als „al-Ma'mūn-Eingang“ bezeichnet. Es handelt sich um den Eingang, der auch für Touristen zugänglich ist. Die Vorstellung, dass al-Ma'mūn derjenige war, der diese Öffnung schuf, stammt von al-Maqrīzī, der in einer Passage, die er al-Masʿūdī zuschreibt, über al-Ma'mūn sagt, dass „für ihn der Spalt geöffnet wurde, der jetzt geöffnet ist“ (futiḥat la-hu aṯ-ṯulma al-maftūḥa al-ān), was impliziert, dass es der Kalif war, der diesen Tunnel graben ließ. Allerdings wird heute angenommen, dass es sich um eine Öffnung handelt, die schon früher von Räubern gegraben und nach Wiederverschließung vom Kalifen nur neu geöffnet wurde.
Da es von Dionysius von Tell Mahre, der al-Ma'mūn auf seiner Reise nach Ägypten begleitete, einen Bericht über die Erkundung der Pyramiden gibt, darin aber nichts zu finden ist, was darauf hindeutet, dass der Kalif versucht hat, in eine Pyramide einzubrechen, hat der französische Orientalist Antoine-Isaac Silvestre de Sacy, der als erster auf diese Passage aufmerksam machte, den Schluss gezogen, dass die Öffnung der Cheops-Pyramide schon vor al-Ma'mūns Besuch in Ägypten stattfand, denn „wäre sie auf Befehl dieses Prinzen während seines Aufenthalts durchgeführt worden, hätte Dionysius dies sicherlich gesagt“. Allerdings lässt sich dieses Schweigen damit erklären, dass Dionysius schon vor dem Kalifen nach Damaskus zurückreiste.
Al-Idrīsī berichtet, dass al-Ma'mūn auch an dem Inhalt von Inschriften auf den ägyptischen Baudenkmälern interessiert war, aber niemanden fand, der sie ihm ins Arabische übersetzen konnte, bis ihn die Weisen Ägyptens auf einen alten Mann namens Aiyūb ibn Maslama hinwiesen, der Hieroglyphen (ḥurūf al-aqlām al-birbāwīya) entziffern konnte. Er habe für al-Ma'mūn übersetzt, was auf den Pyramiden, den beiden Obelisken von Heliopolis, auf einer in einem Dorfstall in der Nähe von Memphis gefundenen Stele, einer weiteren Stele aus Memphis selbst sowie auf Inschriften, die in Abusir und Sebennytos gefunden wurden, geschrieben stand. Alles, was er übersetzte, so al-Idrīsī, stehe in einem Buch mit dem Titel aṭ-Ṭilasmat al-Kāhinīya („Die priesterlichen Talismane“). Michael Cooperson hält es für wahrscheinlich, dass al-Ma'mūn tatsächlich ägyptische Texte sammelte und versuchte, sie übersetzen zu lassen, weil er in ähnlicher Weise nachweislich auch mit griechischen Texten verfuhr.

### Förderung der Naturwissenschaften und der Medizin
Auch ließ al-Ma'mūn zur Bestimmung des Erdumfangs geodätische Vermessungen durchführen, die nach dem Prinzip der Gradmessung funktionierten. Sie ergaben in der Ebene von Sindschar einen Wert von 111,814 Kilometern als Distanz zwischen zwei Breitengraden, was dem realen Wert von 110,938 Kilometern sehr nahe kommt. Außerdem ließ al-Ma'mūn eine Weltkarte anfertigen.
Ibn Abī Tāhir Taifūr berichtet, dass der Kalif die Körperlichkeit der Luft dadurch bewies, dass er ein Glasröhrchen, das in einem Krug stand, am oberen Ende mit dem Finger zuhielt und dann Wasser in den Krug laufen ließ. Anhand der Tatsache, dass sich die Röhre erst mit Wasser füllte, nachdem er den Finger von der oberen Öffnung abgenommen hatte, bewies er, dass das, was sich in dem Röhrchen befand, eingeschlossene Luft war und diese eben ein Körper sein musste. Zu den Wissenschaftlern, die im Dienste al-Ma'mūns standen, gehörte auch al-Chwarizmi, nachdem der Algorithmus benannt ist.
Der Kalif hatte auch großes Interesse an medizinischen Fragen und Diätetik. Nach einem Bericht, den Ibn Abī Tāhir Taifūr anführt, gab er bei Mahlzeiten seinen Tischgenossen Essensratschläge, die auf der antiken Humoralpathologie fußten. In dem Bericht wird erzählt:

„Sobald ein Gericht aufgetragen wurde, schaute al-Ma'mūn darnach und sagte: Das passt zu dem, und das ist vorteilhaft zu jenem; wer von euch phlegmatisch und feucht ist, meide dies; wer cholerisch ist, esse das; der aber, bei dem
das melancholische Temperament die Oberhand hat, nehme von jenem; wer sein Fleisch zunehmen lassen möchte, esse von dem da; wer jedoch beabsichtigt wenig zu speisen, beschränke sich auf das hier.“

Zu den wissenschaftlich tätigen Ärzten, die al-Ma'mūn förderte, gehörte Yuhanna ibn Masawaih. Die schiitische Tradition schreibt ʿAlī ar-Ridā einen Traktat über die Medizin zu, den er für al-Ma'mūn abgefasst haben soll. Dieser Traktat, der als das „goldene Sendschreiben“ (risāla ḏahabīya) bekannt wurde, ist jedoch wahrscheinlich nicht authentisch.

### Kalām
Außerdem tat sich al-Ma'mūn durch die Förderung des Kalām hervor. Schon seit seiner Übersiedlung nach Merw hatte al-Ma'mūn den Kalām-Gelehrten Thumāma ibn al-Aschras, einen Schüler von Bischr ibn al-Muʿtamir, in seinem Gefolge. Er führte Abū l-Hudhail bei ihm ein, der ihn dazu anregte, Disputationen über Religionen (adyān) und philosophische Lehren (maqālāt) abzuhalten. Al-Yaʿqūbī (gest. 905) berichtet, dass al-Ma'mūn nach seiner Übersiedlung nach Bagdad Kalām-Gelehrte an seinen Hof zog und ihnen Unterhalt zahlte, so dass sich ihre Zahl vergrößerte. Ein jeder, so erklärt al-Yaʿqūbī, schrieb Bücher zur Verteidigung seiner eigenen Lehre und zur Widerlegung seiner Gegner. Unter den Kalām-Gelehrten, die seinem Hofe tätig waren, war auch an-Nazzām. Ibn Taghribirdī datiert den Zeitpunkt, als al-Ma'mūn die Kalām-Gelehrten an seinen Hof zog, auf das Jahr 209 der Hidschra (= 824/25 n. Chr.). In christlichen Kreisen wurde überliefert, dass der melkitische Theologe Theodor Abū Qurra in Anwesenheit des Kalifen mit einigen Kalām-Gelehrten diskutiert habe. Den Christen blieb al-Ma'mūn als toleranter Herrscher in Erinnerung.
Offenbar hatte al-Ma'mūn auch klare Vorstellungen davon, wie Kalām-Diskussion durchzuführen waren. Eine Anekdote, die der Historiker Ibn Taifūr (gest. 893) unter Berufung auf seinen Hof-Theologen Bischr al-Marīsī (gest. 833) anführt, berichtet davon, dass der Kalif einer Kalām-Diskussion zwischen einem Imamiten und einem Zaiditen erst ruhig zuhörte, sich aber einschaltete, als der Imamit seinen Gegenpart zu beschimpfen begann, und dann sagte:

„Beschimpfung ist verbale Unfähigkeit (ʿīy), Unflätigkeit ist niedere Gesinnung (luʾm). Wir erlauben den Kalām und lassen die verschiedenen Lehren (maqālāt) offen auftreten. Denjenigen, der die Wahrheit lehrt, loben wir, denjenigen, der sie nicht kennt, klären wir auf, und über denjenigen, der beides nicht kennt (nämlich die Wahrheit und sein Unwissen), sprechen wir das Urteil, das ihm gebührt. Setzt zwischen euch Grundlagen (uṣūl). Der Kalām sind dann die Ableitungen (furūʿ). Und wenn ihr die Ableitungen einer Sache durchgegangen seid (wa-iḏā iftaraʿtum šaiʾan), dann kehrt zu den Grundlagen zurück.“

Welche religiösen Überzeugungen al-Ma'mūn selbst hegte, ist nicht ganz klar. Al-Yaʿqūbī schreibt, dass sich al-Ma'mūn offen zur „Lehre der Gerechtigkeit und des Ein-Gott-Glaubens“ (al-qaul bi-l-ʿadl wa-t-tauḥīd), also zur Muʿtazila, bekannte. Nach Ibn Abī Tāhir Taifūr dagegen tadelte Thumāma ibn al-Aschras den Kalifen dafür, dass er die Lehre vom Qadar, also von der Willensfreiheit, aufgegeben hatte. Ibn Abī Tāhir Taifūr dagegen berichtet davon, dass man den Kalifen sagen hörte, dass der Irdschā' die Religion der Herrscher (dīn al-mulūk) sei. Daraus schloss Josef van Ess, dass al-Ma'mūn Murdschi'it war.

### Seine Gesprächsrunden mit Gelehrten
Nach dem Bericht al-Masʿūdīs hatte al-Ma'mūn auch ständig Rechtsgelehrte und Literaten an seiner Seite, die er aus allen Ländern kommen ließ und denen er Unterhalt zahlte. Jeden Dienstag lud er die Rechtsgelehrten und die Vertreter der verschiedenen Lehren (aṣḥāb al-maqālāt) zu Diskussionsrunden über Fiqh ein, bei denen die Anwesenden auch reichlich bewirtet wurden und bis zum Abendessen blieben und mit ihm diskutierten. Nach Ibn Hadschar al-ʿAsqalānī wählte al-Ma'mūn 20 Männer für diese Diskussionsrunden und das Gespräch in seiner Gegenwart aus. Diese bezeichnete er als seine Brüder (iḫwa). Ibn Abī Tāhir Taifūr gibt dagegen an, dass der Kalif nur zehn Rechtsgelehrte für diese Runde auswählte, und Ibn Abī Duwād und Bischr al-Marīsī unter ihnen waren. Ersterer war ein Muʿtazilit und letzterer ein Anhänger von Dschahm ibn Safwān.
Bei den Gesprächsrunden stellte al-Ma'mūn auch seine universale Bildung zur Schau. Yahyā ibn Aktham lobte ihn mit den folgenden Worten: „O Befehlshaber der Gläubigen, wenn wir das Feld der Medizin betreten, kennst du dich darin so gut aus wie Galenos. In der Sternenkunde berechnest du so gut wie Hermes. Und im Fiqh hast du so viel Wissen wie ʿAlī ibn Abī Tālib.“

## Werke
Der Kalif verfasste auch selbst Texte. Ibn an-Nadīm erwähnt von ihm drei „Bücher“ (kutub). Eines davon war die Antwort auf einen Brief des Fürsten der Wolgabulgaren, der verschiedene Fragen zum Islam und zum Tauhīd gestellt hatte. Al-Ma'mūn soll dieses Schreiben, das mehr als 100 Seiten umfasste, ganz selbständig abgefasst haben. Das zweite behandelte die Ruhmestaten (manāqib) der Kalifen nach dem Tode des Propheten und das dritte die Kennzeichen des Prophetentums. Außerdem soll er ein Gedicht über das Schachspiel geschrieben haben. Das Buch über die Kennzeichen des Prophetentums wurde noch zur Zeit des Mongolensturms in einer auf Pergament geschriebenen kostbaren Abschrift aus dem Jahre 865 in der Bibliothek eines Ribāt auf dem Westufer von Bagdad aufbewahrt.
At-Tabarī überliefert außerdem von ihm ein geistliches Testament (waṣīya). Dieses hat zum Teil den Charakter eines persönlichen Glaubensbekenntnisses, enthält aber auch politische Ratschläge für seinen Nachfolger.

## Familie, Nachkommen und Konkubinen
Zu seinen Ehefrauen und Konkubinen gehörte unter anderem die Sklavin Muʾnisa al-Maʾmūniyya, gest. im 9. Jahrhundert. Sie gehörte zu seinem inneren Zirkel.

## Rezeption
Al-Ma'mun ist in den Geschichten aus Tausendundeine Nacht eine wiederkehrende Figur, so etwa in den Geschichten Die Pyramiden und Abu al-Hasan und der Kalif al-Ma'mun.
Nach ihm ist der Mondkrater Almanon und der Fernsehturm von Bagdad benannt.